# Sphaerostephanos hirsutus
Sphaerostephanos hirsutus är en kärrbräkenväxtart som först beskrevs av Kze. och Georg Heinrich Mettenius, och fick sitt nu gällande namn av Holtt. Sphaerostephanos hirsutus ingår i släktet Sphaerostephanos och familjen Thelypteridaceae.

## Underarter
Arten delas in i följande underarter:
- S. h. celebicus
- S. h. elatus